# Phaedra (balletto)
Phaedra è un balletto creato nel 1962 da Martha Graham su una partitura originale di Robert Starer. Il balletto è ispirato al mito di Fedra, la regina di Atene che smaniava di passione per il figliastro Ippolito.

## Trama
Afrodite, in lotta con Artemide, fa in modo che la regina ateniese Fedra si innamori del suo casto figliastro Ippolito, devoto alla dea della caccia. Mentre il marito Teseo è lontano, Fedra è sopraffatta dal desiderio e dalla lussuria. Quando Ippolito respinge le sue avances, Ippolita lo accusa pubblicamente del suo stupro e si suicida. Teseo, tornato ad Atene, uccide il figlio, ma scopre troppo tardi la verità. 

## Storia
Il balletto fu portato al debutto nel marzo 1962 dalla Martha Graham Dance Company, con il seguente cast:
- Fedra: Martha Graham
- Afrodite: Ethel Winter
- Ippolito: Bertram Ross
- Artemide: Helen McGehee
- Teseo: Paul Taylor
- Tauromachia: Richard Kirch, David Wood, Dan Waggoner, Robert Powell, Richard Gain, Clive Thompson, Peter Randazzo.

Graham aveva ormai sessantotto anni quando danzò come Fedra e aveva coreografato il ruolo per accentuare le sue doti recitative, dato che ormai non poteva più interpretare coreografie complesse.
Nel 1962 il balletto fu rappresentato anche in Germania, sponsorizzato dal Dipartimento di Stato degli Stati Uniti d'America come parte di un programma di scambio culturale. Il fatto che il governo finanziasse un balletto così esplicitamente erotico suscitò l'indignazione di alcuni politici, tra cui i deputati Edna Kelly e Peter Frelinghuysen. Lo scandalo sfociò in un'indagine officiale dell'United States House Committee on Foreign Affairs, ampiamente discussa sulle pagine del New York Times, New York Herald Tribune e del Washington Post a livello nazionale e del London Daily Express e del Montreal Star a livello mondiale. Il caso si risolse in un nulla di fatto e tra l'estate e l'autunno 1963 Graham rappresentò Phaedra anche all'Edinburgh Fringe e a Londra. 
Nel 1983 Graham avrebbe creato un nuovo balletto ispirato allo stesso mito, Phaedra's Dream, portato in scena con scarso successo e poi riproposto nel 1988 al New York City Center.
Il balletto fu rappresentato regolarmente dalla Martha Graham Dance Company fino al 2003 e, dopo dieci anni fuori dal repertorio, fu riproposto nuovamente nel 2013 al Joyce Theatre insieme ad Achilles Heels. In questa occasione alcuni critici notarono che il trattamento della tematica della sessualità femminile risultasse piuttosto datato, nonostante il clamore che l'allestimento originale aveva suscitato mezzo secolo prima.